# وينيفريد واتكينس
وينيفريد واتكينس (بالإنجليزية: Winifred Watkins)‏
(من مواليد 6 أغسطس 1924-3 أكتوبر 2003) كانت عالمة كيمياء حيوية بريطانية وأكاديمية. عملت في مدرسة طب كلية إمبيريال.